# ماخطة متوردة ليكسايدية
ماخطة متوردة ليكسايدية (الاسم العلمي: Rubicundus lakeside) هي نوع من اللافكيات تتبع جنس الماخطة المتوردة من فصيلة الأسماك المخاطية.